# Dioncophyllum thollonii
Dioncophyllum thollonii ist die einzige Pflanzenart der monotypischen Gattung Dioncophyllum aus der Familie der Hakenblattgewächse (Dioncophyllaceae). Diese Art wurde 1890 von Henri Ernest Baillon beschrieben.

## Beschreibung
Dioncophyllum thollonii ist eine Liane und erreicht eine Wuchshöhe von dreißig bis vierzig Metern. Ihre lanzettlichen Blätter sind unbehaart, ganzrandig und glänzend, die Mittelrippe teilt sich hinter der Blattspreite in zwei Haken, die als Kletterhilfe dienen.
Die fünfzählige Blüte wird nur an ihrem äußersten Ende gebildet. In der Frucht mit fünf sich aufspreizenden Klappen finden jeweils zahlreiche Samenträger Halt. Die schildförmigen Samen sind bis zu zehn Zentimeter groß und werden vom Wind verbreitet.

## Verbreitung
Diese Pflanzenart entstammt den Regenwäldern Westafrikas, sie ist nachgewiesen für Gabun, die Republik Kongo sowie die Demokratische Republik Kongo. Sie bedarf als tropische Liane Wärme und hoher Luftfeuchtigkeit.

## Verwendung

### Ethnobotanik
In ihren Herkunftsländern werden die Blätter der Pflanze volksmedizinisch gegen Altersschwäche, als Aphrodisiakum und gegen Veisalgia angewandt. Frisches Wurzelmark dient zur Behandlung von Lepraflecken.

## Etymologie
Der Gattungsname, der auch für die Familie namensgebend war, kommt aus dem griechischen (di=zwei, onco=Kralle, phyllum=Blatt) verweist auf die beiden Haken der Blätter. Der Artname ehrt Thollon, der die Pflanze 1888 entdeckte.